# ناتالی روسل
ناتالی روسل (فرانسوی: Nathalie Roussel‎؛ زادهٔ ۱۴ سپتامبر ۱۹۵۶) بازیگر و مدل پیشین اهل فرانسه است.
از فیلم‌هایی که وی در آنها نقش داشته‌است می‌توان به پدر پرافتخار من، درون، مایریگ، پلاک ۵۸۸ خیابان پارادی، ویولون در توپ و بخش ویژه اشاره کرد.